# Vinea (Getränk)

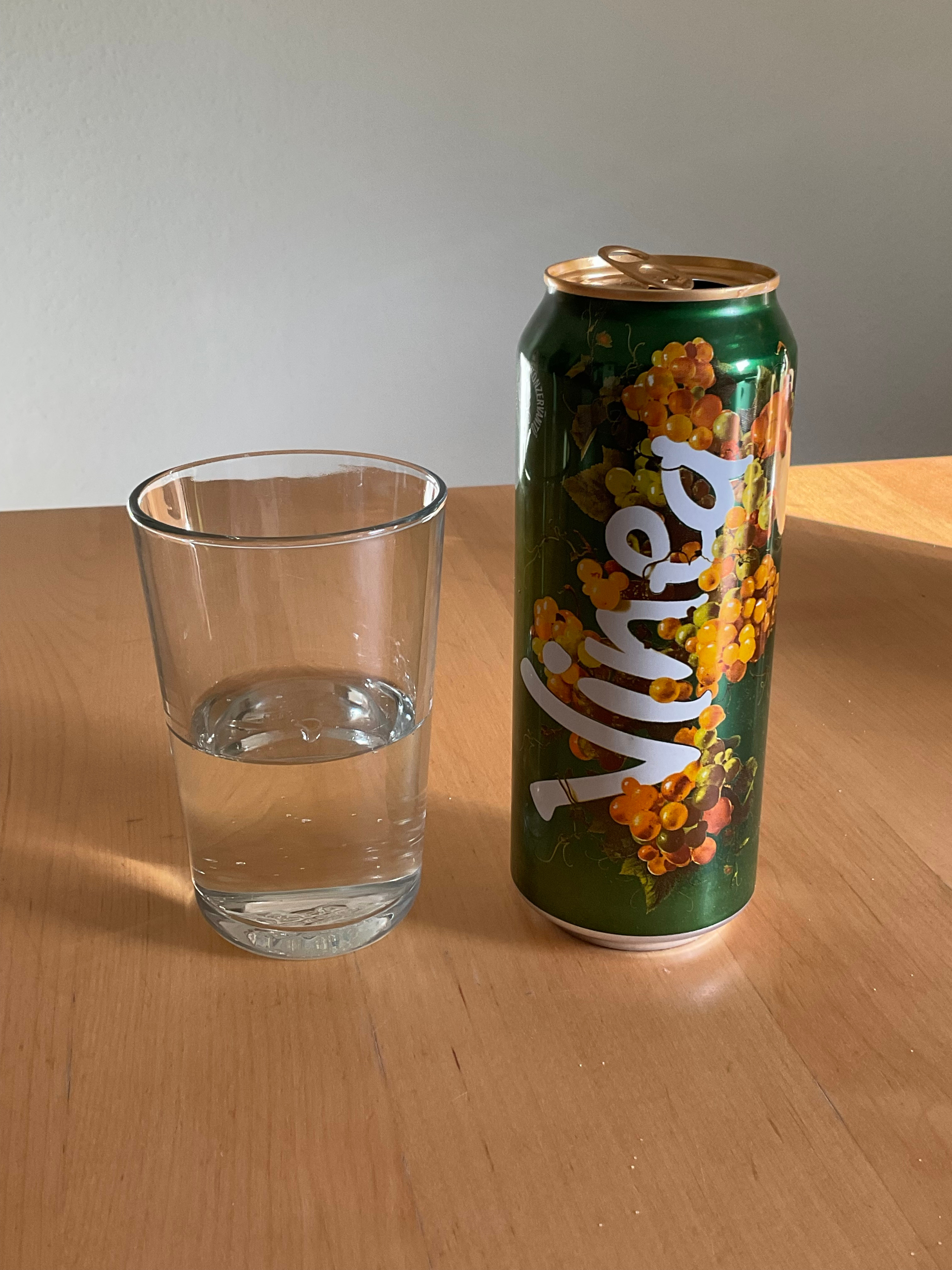
Vinea aus der Getränkedose (hier die weiße Variante)

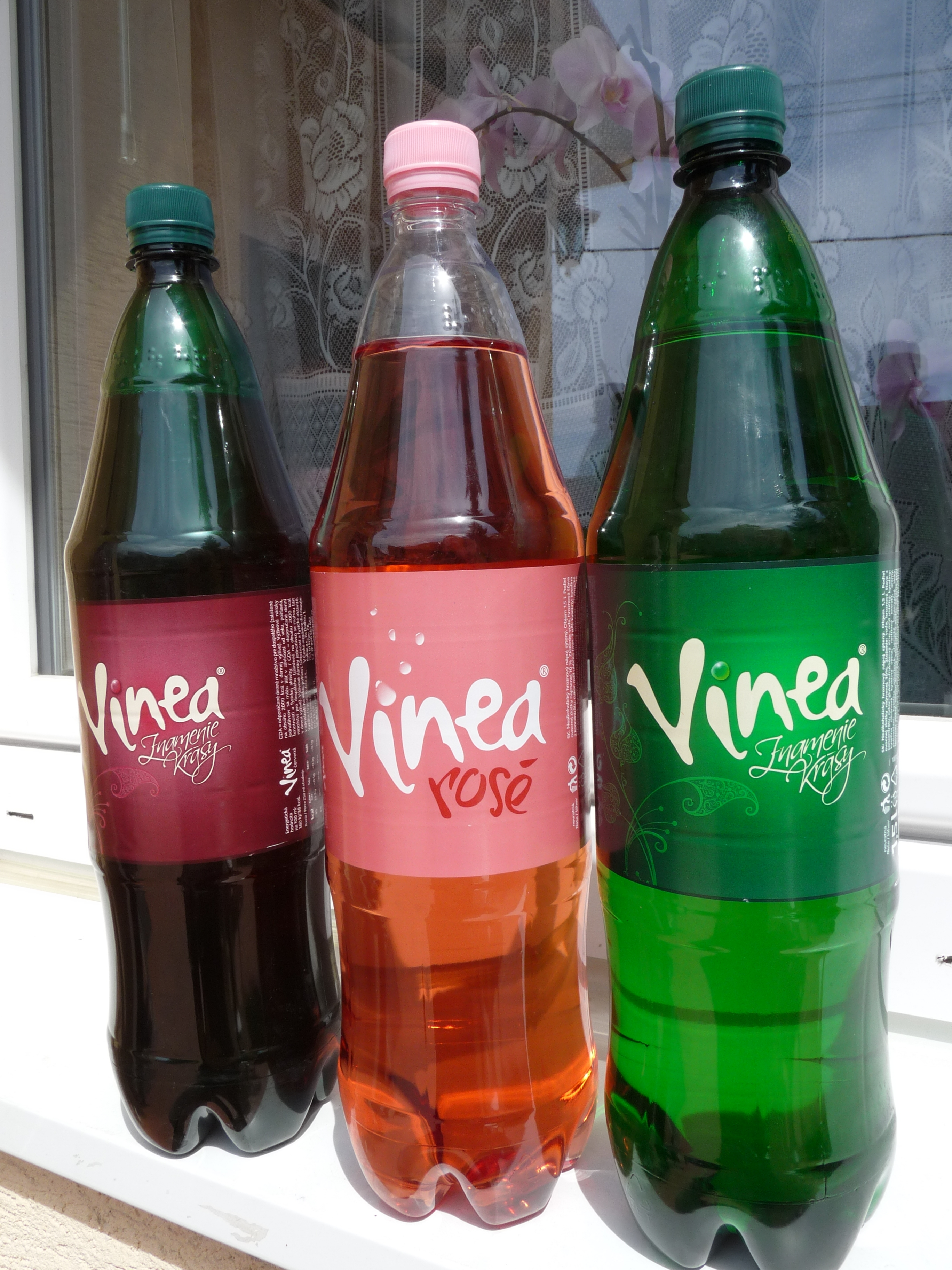
Verschiedene Geschmacksrichtungen von Vinea

Vinea ist eine slowakische Handelsmarke eines kohlensäurehaltigen Traubensafts. Vinea zählt in der Slowakei zu den beliebtesten nichtalkoholischen Getränken.

## Geschichte
Hergestellt wurde der Traubensaft, von dem es eine weiße und eine rote Variante gibt, ursprünglichen von der Firma Vino Nitra, einem der größten slowakischen Weinhersteller. Das Getränk wurde im Jahr 1973 von Miloš Ševčík, dem Direktor von Vino Nitra in Nitra, entwickelt. Nach dem Fall des Eisernen Vorhanges wurde die Konkurrenz aus dem Ausland stark spürbar. In der Folgezeit wurden aber Marktanteile wieder zurückerobert. Im Jahr 2000 gewann Vino Nitra mit dem Getränk eine Goldmedaille als bestes heimisches Produkt. Neben Vino Nitra erzeugte ein zweiter Hersteller, die Malokarpatský vinársky podnik in Pezinok, das Getränk und erzielte ebenfalls Auszeichnungen damit.
Im Jahr 2007 kaufte der tschechische Konzern Kofola ČeskoSlovensko, bekannt für den Softdrink Kofola, die Rechte an der Marke Vinea.